# Santa Cruz River
Santa Cruz River er en flod i Santa Cruz County i delstaten Arizona, USA.
Floden har sit udspring i San Rafael Valley (San Rafael dalen) i det sydlige Arizona, løber mod syd og ind i Mexico, drejer om og løber tilbage til Arizona tæt ved byen Nogales, fortsætter 291 km mod nord og løber ind i Gila River. Normalt er Santa Cruz floden tør men efter ørkentordenvejr forvandles den til en rasende flod.

## Ekstern kilde/henvisning
- I bil igennem Arizona Arkiveret 25. april 2009 hos  Wayback Machine

31°29′10″N 110°39′08″V / 31.4861°N 110.6522°V